# Espen Andersen (sciatore 1961)
Espen Andersen (Oslo, 12 luglio 1961) è un ex combinatista nordico norvegese.
È fratello di Geir, a sua volta combinatista nordico di alto livello.

## Biografia
In Coppa del Mondo esordì nella gara inaugurale del 17 dicembre 1983 a Seefeld in Tirol (8°) e ottenne l'unica vittoria, nonché primo podio, l'8 marzo 1984 a Oslo.
In carriera prese parte a un'edizione dei Giochi olimpici invernali, Sarajevo 1984 (19°), e a tre dei Campionati mondiali, vincendo due medaglie.

## Palmarès

### Mondiali
- 2 medaglie:
  - 2 argenti (gara a squadre a Oslo 1982; gara a squadre a Seefeld in Tirol 1985)

### Coppa del Mondo
- Miglior piazzamento in classifica generale: 9º nel 1986
- 2 podi (entrambi individuali):
  - 1 vittoria
  - 1 secondo posto

#### Coppa del Mondo - vittorie
| Data         | Località | Nazione  | Trampolino        | Spec.       |
| ------------ | -------- | -------- | ----------------- | ----------- |
| 8 marzo 1984 | Oslo     | Norvegia | Holmenkollen K105 | IN LH/15 km |

Legenda:

IN = individuale Gundersen

LH = trampolino lungo